# 千葉県道278号柏流山線
千葉県道278号柏流山線（ちばけんどう278ごう かしわながれやません）は、千葉県柏市と流山市を結ぶ一般県道。

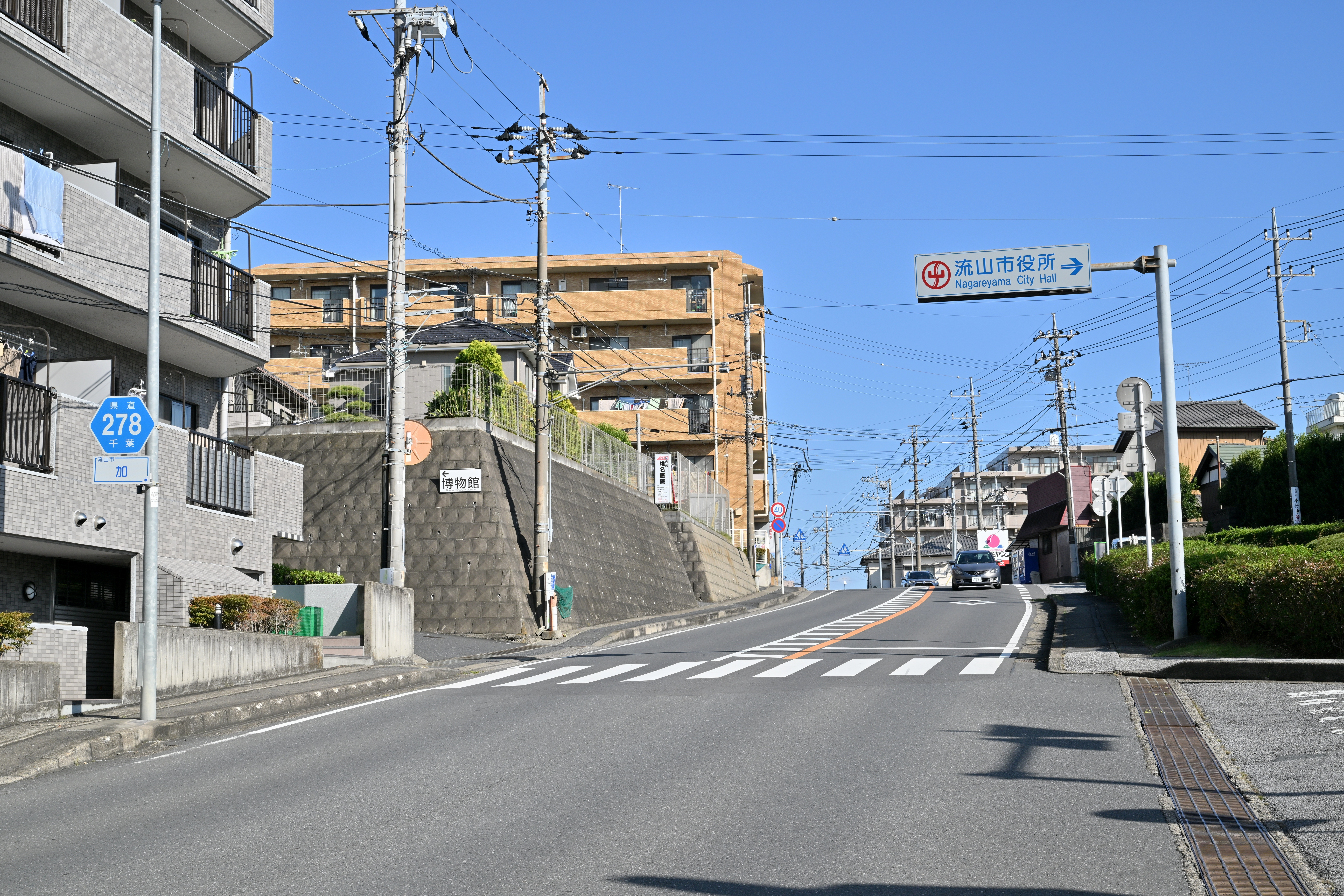
千葉県道278号柏流山線
流山市加（2024年11月）

## 路線データ
- 起点：柏市旭町（旭町交番前交差点、国道6号交点）[1]
- 終点：流山市流山（流山一丁目交差点、千葉県道5号松戸野田線交点）[2]
- 総延長：*.* km（柏土木事務所管内：4.015 km、東葛飾土木事務所管内：*.* km）
- 重用延長：*.* km（柏土木事務所管内：0.0 km[1]、東葛飾土木事務所管内：*.* km[2]）
- 未供用延長：なし（柏土木事務所管内：*.* km、東葛飾土木事務所管内：*.* km）
- 実延長：6.643 km（柏土木事務所管内：4.015 km[1]、東葛飾土木事務所管内：2.628 km[2]）

## 路線状況

### 利用状況
交通量
| 地点          | 平日12時間        | 平日24時間        |
| 地点          | 2005年度⇒2010年度 | 2005年度⇒2010年度 |
| 柏市豊四季105 | 8,935台⇒8,823台   | 12,241台⇒12,705台 |

## 地理

### 通過する自治体
- 柏市 - 流山市

### 交差・接続する道路
- 国道6号（起点）
- 千葉県道279号豊四季停車場高田原線（柏市豊四季）
- 千葉県道5号松戸野田線（終点）